# 任天石
任天石（1913年—1948年），原名任启生。江苏省常熟县李塘桥人。新四军将领、中国近代政治人物。

## 生平
出身于中医世家。1935年，毕业于上海中国医学院。1938年，任常熟人民抗日自卫队副大队长、大队长。1939年9月，任新四军江南抗日义勇军东路司令部司令。1940年，任中共常熟县委书记、苏南第一行政区专员公署专员兼常熟县县长、苏州县县长。1942年起，历任中共通海工委书记，新四军苏中军区通海自卫团政治委员，通海行署副主任，中共苏中六地委常委兼第六行政区专员。抗日战争结束后，任中共路东中心县委书记。1946年，任华中十地委常委兼社会部部长，具体负责沪宁线两侧地区的地下工作。1947年2月，在上海被国民政府逮捕。1948年，在南京被杀。